# Tratado de Chinon
El tratado de Chinon fue un acuerdo firmado en Chinon el 18 de septiembre de 1214 entre el rey de Inglaterra Juan sin Tierra y el rey de Francia Felipe Augusto tras la derrota que sufrió la coalición el 27 de julio en batalla de Bouvines.
Durante esa batalla, Felipe Augusto venció a la potente coalición (Inglaterra, Flandes, Alemania) y obtuvo una victoria decisiva contra las huestes del emperador germánico Otón IV de Brunswick aliado con el rey de Inglaterra y con el Fernando de Portugal, conde de Flandes. Esta victoria conllevó el derrumbamiento del Imperio angevino de los Plantagenet.
Juan sin Tierra tuvo que abandonar el territorio francés y fue obligado, por el papa Inocencio III, a aceptar el tratado de Chinon que incluía la pérdida de sus posesiones en el Norte del Loira: Berry y Touraine junto con el Maine y Anjou que volvieron al dominio real y que comprendían un tercio del territorio de la Francia actual. Por otra parte, Juan sin Tierra, tuvo que pagar 60.000 libras al rey de Francia, y sólo pudo conservar Aquitania.